# Шлиссельбурская трасса
Шлиссельбу́ргская тра́сса (Дорога Победы и «коридор смерти») — Шлиссельбургская железная дорога, построенная на отвоёванной войсками Ленинградского и Волховского фронтов прибрежной полосе Ладожского озера, на которой за 17 дней было проложено 33 километра железнодорожных путей от разъезда Шлиссельбурга до Поляны. Железнодорожная ветка действовала с 7 февраля 1943 года по 10 марта 1944 года и соединяла блокадный Ленинград с общесоюзной сетью железных дорог в годы Великой Отечественной войны.

## Строительство

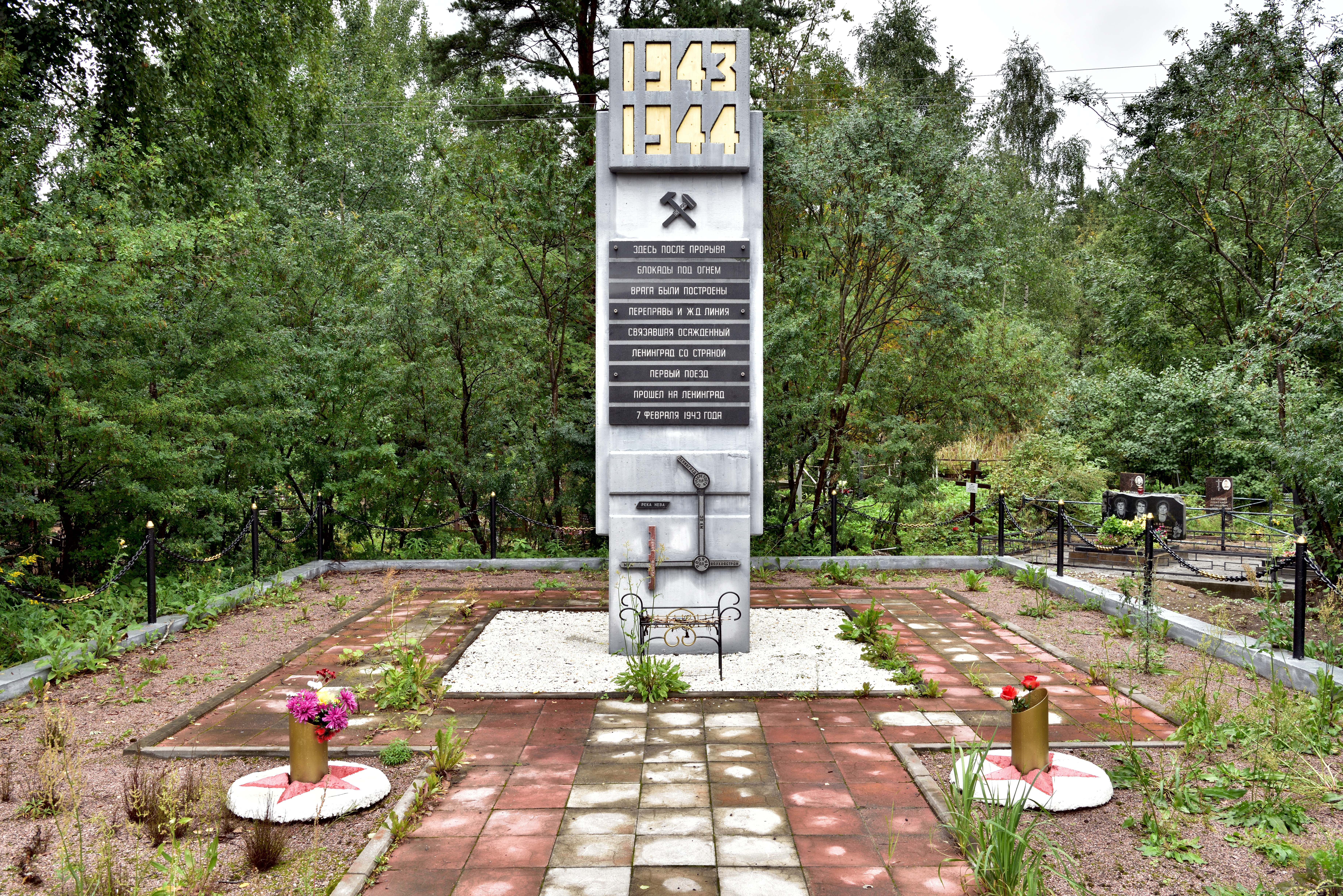
Железнодорожный переезд: левый берег Невы, Шлиссельбург.

Для обороны Ленинграда требовались регулярные поставки в больших объёмах не только продовольствия — нужны были горючее, боеприпасы, вещевое имущество и другие материальные средства. Населению требовались продукты и медикаменты, быстро истощавшиеся в блокированном городе. Жизнедеятельность города, снабжение необходимым сырьём промышленных предприятий, которые продолжали производить военную продукцию, и оборонительных мероприятий могла поддержать только бесперебойная доставка грузов необходимого объёма. Железнодорожная ветка была нужна для эвакуации детей, раненых и больных солдат; пожилых людей, женщин; высокопрофессиональных рабочих; оборудования промышленных предприятий; произведённой для нужд фронт продукции.

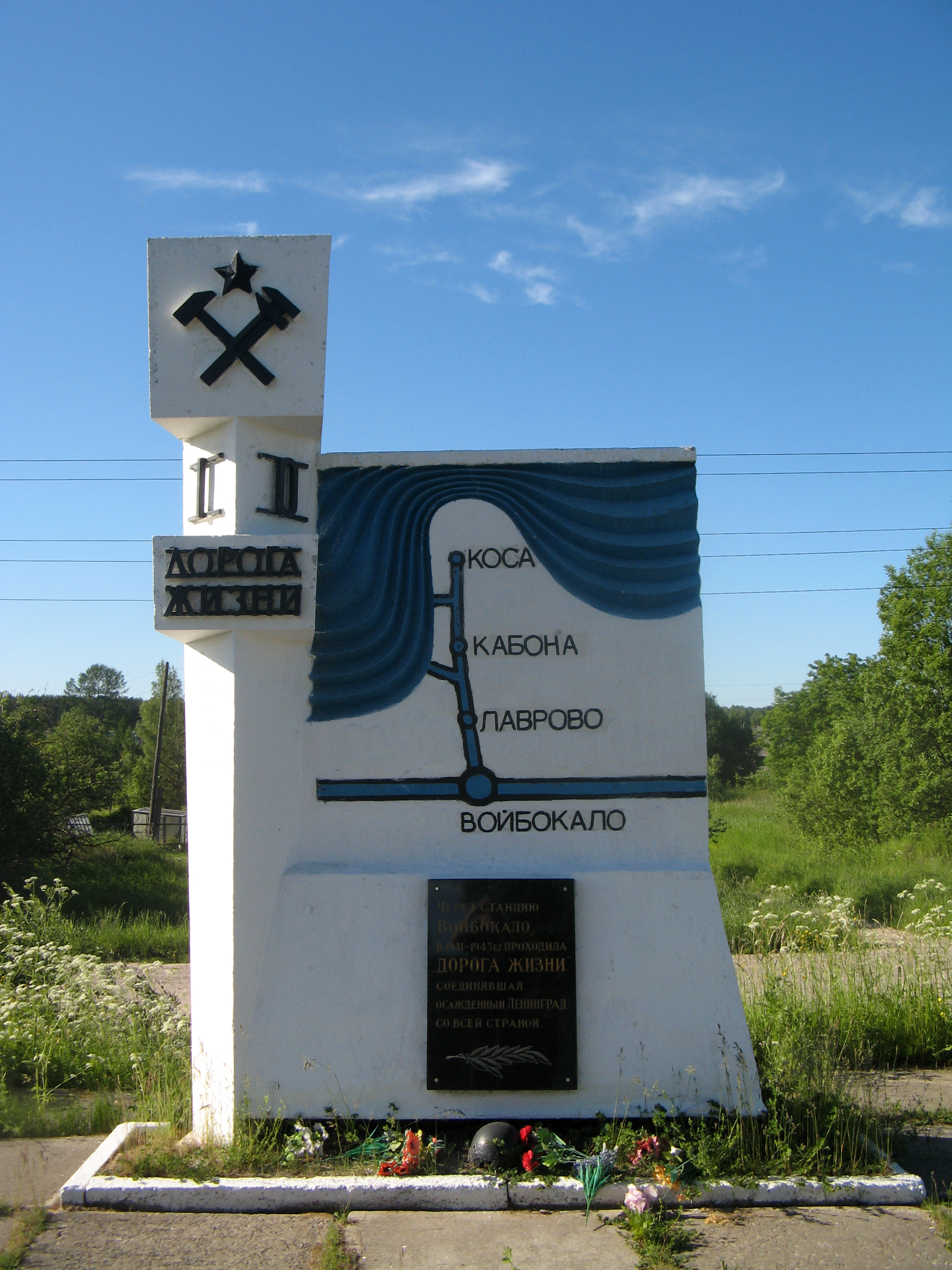
Войбокало. Памятный знак на «Дороге жизни».

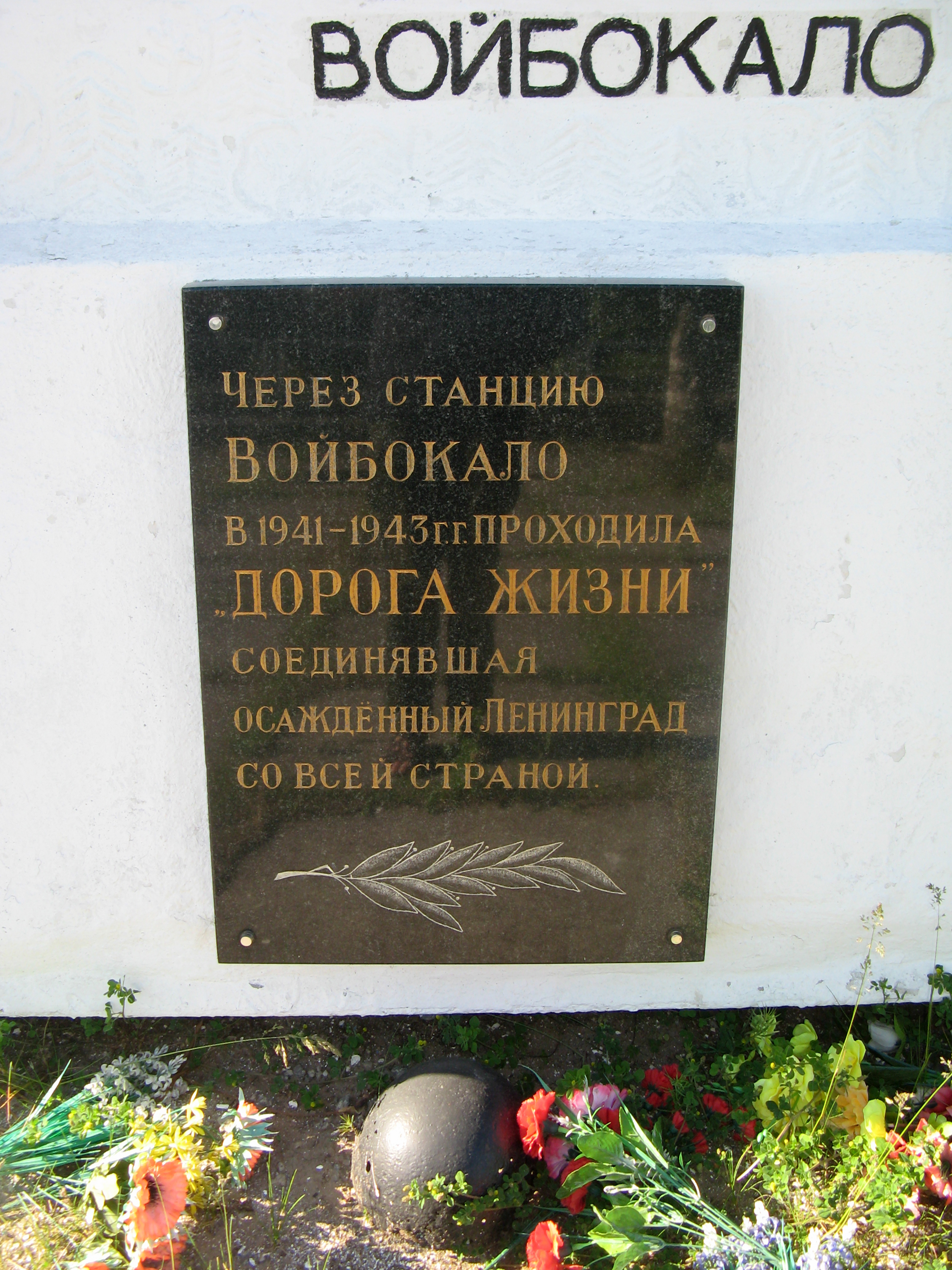
Войбокало. Памятный знак.

Сложная транспортная задача решалась, в основном, силами военных специалистов; воинские части осуществляли защиту; реализация ложилась на подразделения Народного комиссариата путей сообщения, Железнодорожных войск и гражданского населения — в основном, женщин и подростков. Руководителем «Строительства № 400» — шлиссельбургской трассы — был начальник Управления военно-восстановительных работ Ленинградского фронта Иван Георгиевич Зубков, работавший до войны начальником Метростроя в Ленинграде.
Строительство осложнялось рядом технических и иных препятствий: сложными погодными условиями, поскольку строить нужно было зимой — иногда люди работали при минус тридцати-сорока градусах, сопровождавшимися сильным ветром и буранами; наличием трёх рек; заболоченностью местности; большим количеством мин и неразорвавшихся снарядов; отсутствием автомобильных дорог; непрекращающимися бомбардировками и обстрелами.
Дорога проходила по левому берегу Невы и южному побережью Ладоги — 8 километров из 11 прокладывались иногда всего в 3-4 км от немецких артиллерийских позиций. Работа велась с запада и востока одновременно. Изыскания со строительством велись одновременно и сразу в нескольких местах, рабочие чертежи иногда выдавались в процессе работы. До начала строительства команды минёров 9-й и 11-й железнодорожных бригад обезвредили 1338 советских мин и 393 немецких, 52 артиллерийских снаряда и 7 неразорвавшихся авиационных бомб.
На правом берегу Невы бригады военно-восстановительного поезда № 6, который на 80% состоял из женщин, в рекордно короткие сроки восстановили разрушенный 6-километровый перегон Дунай — Шлиссельбург и станцию Шлиссельбург, что позволило поездам со строительными материалами подходить к Неве.
Самой трудоёмкой работой была отсыпка будущего полотна дороги землёй. Болото засыпали грунтом, который доставлялся из карьеров вручную, на листах железа и санках.

Сделали насыпь, а она стала оседать в болото. Пришлось сначала по торфу сделать слани, а уж потом сыпать землю. Дня не хватало, люди работали ночью.
— Командир 57-го железнодорожного батальона майор Ященко 
Согласно облегчённым техническим условиям, когда шпал не хватало, из брёвен делали клети и укладывали на утрамбованный снег рельсы разных типов. Со стороны Шлиссельбурга укладывались рельсы лёгкого типа, так как для подвоза тяжёлых не было дорог. На Шлиссельбургской магистрали были построены четыре разъезда, на которых было по 2-3 пути, для дежурных по станции и стрелочников устраивали землянки.
Строительство мостов
Железнодорожной линии пришлось преодолевать преграду из трёх рек: Назии, Чёрной и самой большой из них — Невы. Первые две речки перекрыли низководными мостами. Через Неву пришлось строить второй мост — высоководный, по которому шли не только поезда, но и автомашины.
Первые два моста были низководными, как и первый мост через Неву. У начала Староладожского канала, после изыскательских работ и проектирования, решено было делать второй мост, высоководный и на сваях, так как наибольшая глубина Невы составляла шесть с половиной метров, а ширина немногим более километра. Он представлял собой 1300-метровое сооружение и выходил на станцию Шлиссельбург.
Чтобы ускорить строительство, сваи вбивали на дно реки, а затем на сваи и лёд вмораживались шпалы, на которые укладывали рельсы. Строительство моста заняло одиннадцать дней. Он мог эксплуатироваться только зимой, так как был свайно-ледовым, который впоследствии разобрали и заменили постоянным мостом. Мостовой переход через Неву и прокладку первых 10 км железной дороги осуществляли 9-я отдельная железнодорожная бригада под командованием генерал-майора технических войск В. Е. Матишева и спецформирование НКПС — ГВОТ-2 (головной восстановительный отряд, командир Д. М. Реховский) и 11-я отдельная железнодорожная бригада под командованием полковника Г. П. Дебольского и спецформирование НКПС — ГВОТ-1 (руководитель П. А. Трубицын) вела строительство остальной части новой железной дороги .
21 января 1943 года началось строительство моста. За 9 дней было забито 2 644 сваи (в среднем 294 сваи в сутки). Свайную переправу длиной более километра и высотой более восьми метров построили полностью 2 февраля (за 12 суток), в среднем строители делали по 108 погонных метров готовой эстакады в сутки.
В 5 км от места строительства были позиции немецких войск, наблюдатели вражеской стороны видели всё, но не знали, для чего предназначены сооружения. После того, как стало ясно, что строится железная дорога, железнодорожные пути, а также сооружения и устройства подверглись непрерывному артиллерийскому огню и налётам авиации.
Начальник штаба строительства Еськов докладывал Военному совету и Наркомату путей сообщения: «С 10.00 25.03.43 вёлся особенно интенсивный обстрел. Установлено 69 попаданий. Разрушена опора № 14. Две металлические фермы пролётами в 23 метра упали одним концом в воду. Потери строителей убитыми и ранеными 16 человек. Сгорели три вагона». Подобные сообщения приходили в штаб регулярно.
За год эксплуатации железной дороги вследствие непрерывных бомбардировок и попаданий артиллерийских снарядов произошло более тысячи различных повреждений, аварий и разрушений. По различным данным было ранено 175 человек, погибли 110 железнодорожников. Об убитых и раненых военнослужащих Железнодорожных войск и гражданских лицах точных данных нет .

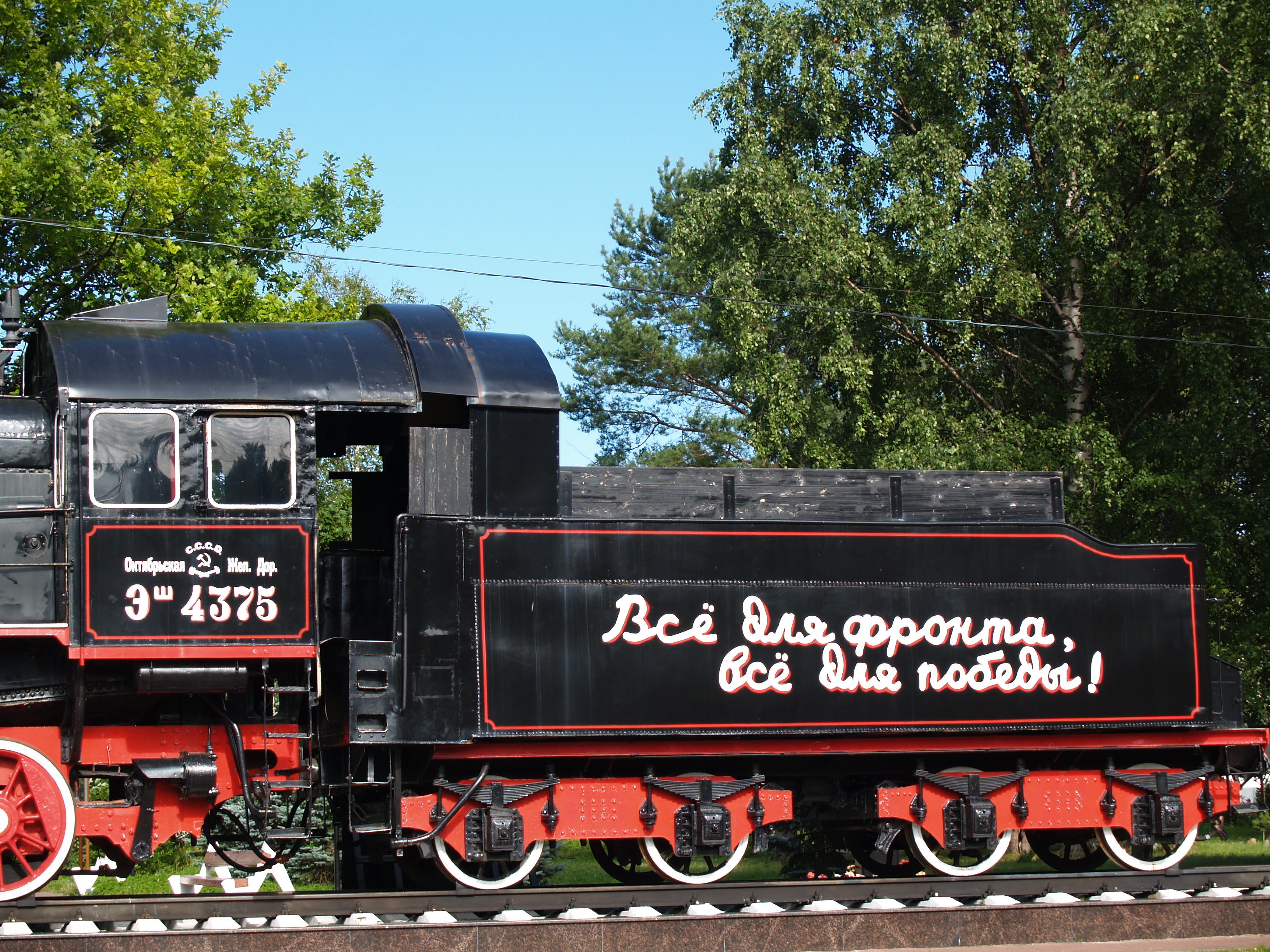
первый локомотив Шлиссельбургской трассы Эм 721−83, станция Ладожское Озеро.

## Эксплуатация
7 февраля 1943 года после того, как шесть месяцев город был полностью отрезан от страны, первый паровоз Эу-708-64 и гружёные продуктами вагоны прибыли на Финляндский вокзал Ленинграда. Его вела лучшая бригада депо «Волховстрой»:
- машинист Пироженко И. П.
- помощник машиниста Дятлев В. С.
- кочегар Антонов И. А.
- главный кондуктор Кудряшов Ф. И.
- уполномоченный НПС Виролайнен В. М.
- начальник паровозного хозяйства отделения «Волховстрой» Алексеев А. М.

По Шлиссельбургской трассе поезда шли, в основном, по ночам, наращивая поставки. Поезда следовали через день — сначала в одну, затем в другую сторону. Со временем сообщение на Ладожском озере снизилось во много раз. По Шлиссельбургской магистрали за время эксплуатации в обе стороны прошло более шести тысяч составов. Эта трасса, построенная за счёт самоотверженного труда, приблизила победу в 1944 году, спасла жизни многих ленинградцев, благоприятно отразилась на городском хозяйстве Ленинграда и прежде всего, на его восстановлении.
Живые светофоры
Вначале эксплуатации трасса не могла пропускать достаточное количество составов, так как поезда могли идти чаще ночью и только с притушенными огнями — в сутки проходило не более трёх составов. Ситуацию могла изменить автоматическая блокировка путей на перегоне в случае повреждения, когда следование поездов регулируют светофоры, изменяя свет на разрешающий (зелёный) или запрещающий (красный) знак, поскольку установка системы была невозможна по причине военного времени. Железнодорожники решили применить так называемую «живую блокировку».
Временно на трассе создали простейшие сигнальные посты полевого типа, которые получили название «живая блокировка». Суть этой системы оповещения состояла в том, что в 2—3 км друг от друга устанавливались телефонные посты. Пост представлял собой обыкновенный столб, на котором висел телефон и стоял светофор. Светофоры также были примитивной конструкции: около каждого поста был установлен переводной механизм (флюгарка), внутри него находилась керосиновая лампа с красным и зелёным стеклом. Фонарь помещали на деревянную мачту. Мачта соединялась с переводным механизмом и человек мог регулировать движение поездов, поворачивая фонарь красным или зелёным светом в сторону движения поезда. Участок Левобережная—Поляны был оборудован «живыми светофорами» 7 мая 1943 года — вначале было 9 постов, затем их количество увеличилось до 16. Работа была ответственной, так как обслуживающие посты железнодорожники должны были принимать ответственные решения в нештатных ситуациях. В середине июня людей заменили, была проведена автоматическая блокировка. Наличие «живой блокировки» позволило пускать составы один за другим, пропускная способность дороги увеличилась до 20-25 поездов за ночь.

## Значение
Роль Шлиссельбургской трассы и движение 48-й паровозной колонны из тридцати мощных паровозов, выделенных из особого резерва НКПС, трудно переоценить. Она сыграла исключительно важную роль в снабжении блокадного Ленинграда и Ленинградского фронта в подготовке разгрома фашистских войск под городом. Шлиссельбгурский коридор и Дорога жизни стали факторами, которые позволили нанести мощный удар по врагам и окончательно снять блокаду Ленинграда. Параллельно железнодорожному полотну впоследствии проложили автомобильную дорогу, машины пошли по земле, трасса работала и летом, и осенью 1943 года. Всего по железной дороге прошло 150 тысяч вагонов или почти 4,5 млн тонн различных грузов: было доставлено в Ленинград 630 тысяч тонн продовольствия, 426 тысяч тонн угля, 1,3 млн тонн дров, 725 тысяч тонн торфа. Красная армия смогла скопить на Ленинградском фронте достаточно сил и средств для операции, которая сегодня носит название Красносельско-Ропшинская. Зимой 1944 года с двух изолированных участков — с Ораниенбаумского плацдарма и из самого города — немцам нанесли два равных по силе удара, что повергло в бегство фашистские войска, которых отогнали от города на 60—100 км.